# Облако (фильм)
«О́блако» (нем. Die Wolke) — фантастический фильм 2006 года, созданный в Германии. Действие истории происходит в маленьком немецком городе, где произошёл взрыв на местной АЭС. Фильм основан на сюжете одноимённой книги немецкой писательницы Гудрун Паузеванг.

## Сюжет
Сюжет фильма разворачивается в городке Шлиц. Когда на неподалёку расположенной атомной электростанции происходит авария, Шлиц первым попадает в зону заражения. Мать главной героини, девушки Ханны, в тот день уехала в другой город, находящийся в зоне заражения, и погибла там в давке. Когда они с Ханной пытаются скрыться от облака радиации брата Ханны, Ули, сбивает машина, а Ханна получает большую дозу облучения. Но, тем не менее, героиня старается найти своего любимого парня и ведёт борьбу за жизнь.

## В ролях
| Актёр                 | Роль              |
| --------------------- | ----------------- |
| Паула Каленберг       | Ханна Майнеке     |
| Франц Динда           | Эльмар Кох        |
| Ханс-Лаурин Бейерлинг | Ули               |
| Карл Кранцковски      | Доктор Саламандер |
| Рихи Мюллер           | Альберт Кох       |
| Карина Визе           | Паула Майнеке     |
| Габриэла Мария Шмайде | Хельга            |
| Томас Влашиха         | Ханнес            |
| Клэр Олькерс          | Айше              |
| Дженнифер Ульрих      | Майке             |
| Никита Кулен          | Давид             |

## Награды и премии
Фильм «Облако» получил награду за лучшую мужскую и женскую роли на кинопремии «Новые лица», в 2006 году; через год на кинофестивале в Баварии был назван лучшим фильмом для молодёжи.

## Восприятие
Георг Зисслен из Die Tageszeitung отметил: «„Облако“ — это благородное мастерство и добрые намерения. Фильм, который „использует“ элементы жанра, чтобы „зацепить“ свою аудиторию. Или так: подростковый фильм-катастрофа как инструмент протеста против энергетической политики».
Автор портала Eye For Film Эмбер Уилкинсон оценила фильм Шнитцлера на 3,5 звезды из 5. По её мнению, «фильму есть что сказать… он предлагает пищу для размышлений по вопросу ядерной угрозы, а также способен говорить о том, как быстро общество начинает подвергать остракизму тех, кто выглядит иначе. Хотя идея, что любовь может преодолеть всё, покажется немного банальной, этот фильм стремится показать, что пути к этому многочисленны».
Эдди Кокрелл (Variety) посчитал «Облако» «слишком напряжённым для возрастной группы его протагов и слишком ориентированным на подростков для более взрослой аудитории».